# Alte Münze (München)

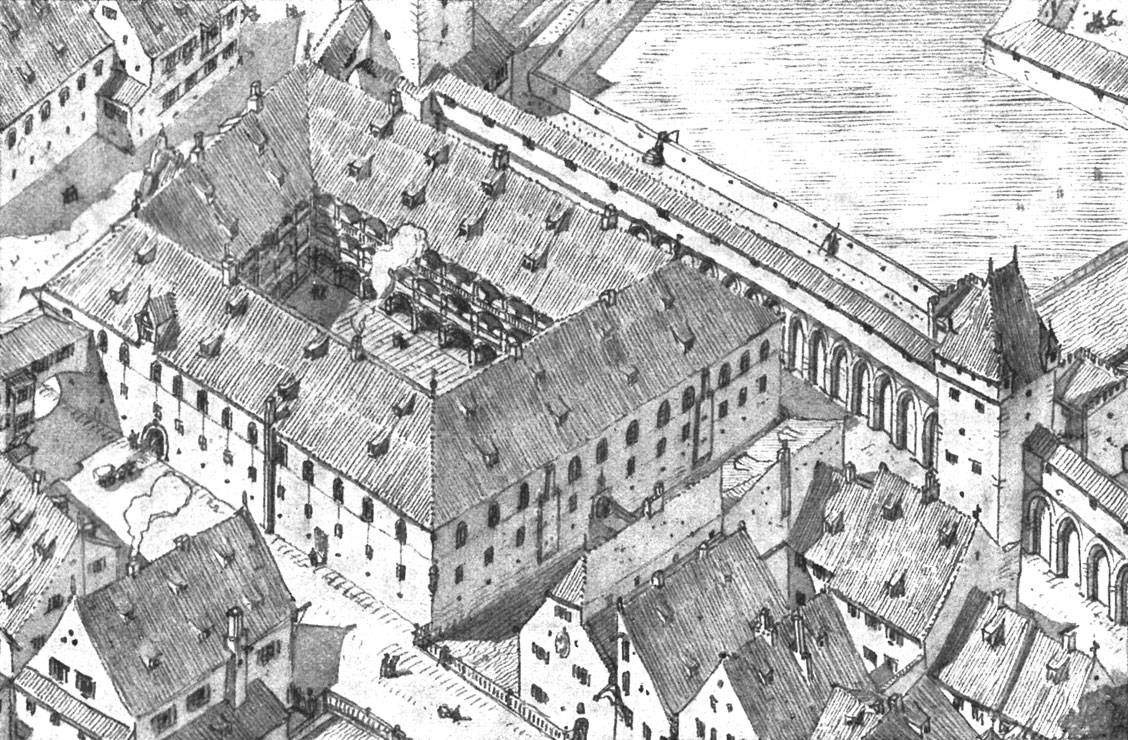
Kunstkammer- und Marstallgebäude im 16. Jahrhundert

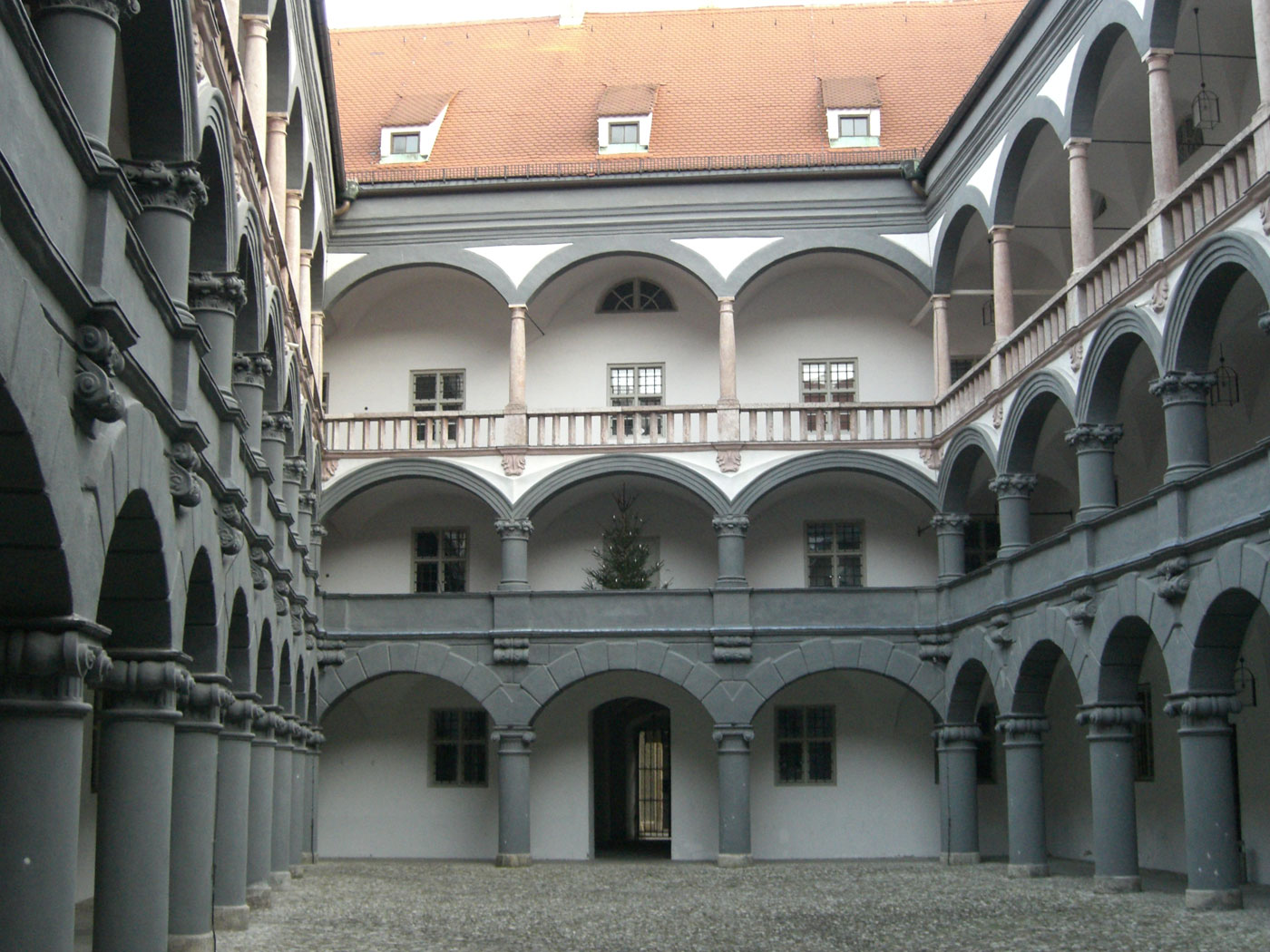
Renaissance-Innenhof der Alten Münze (Münzhof)

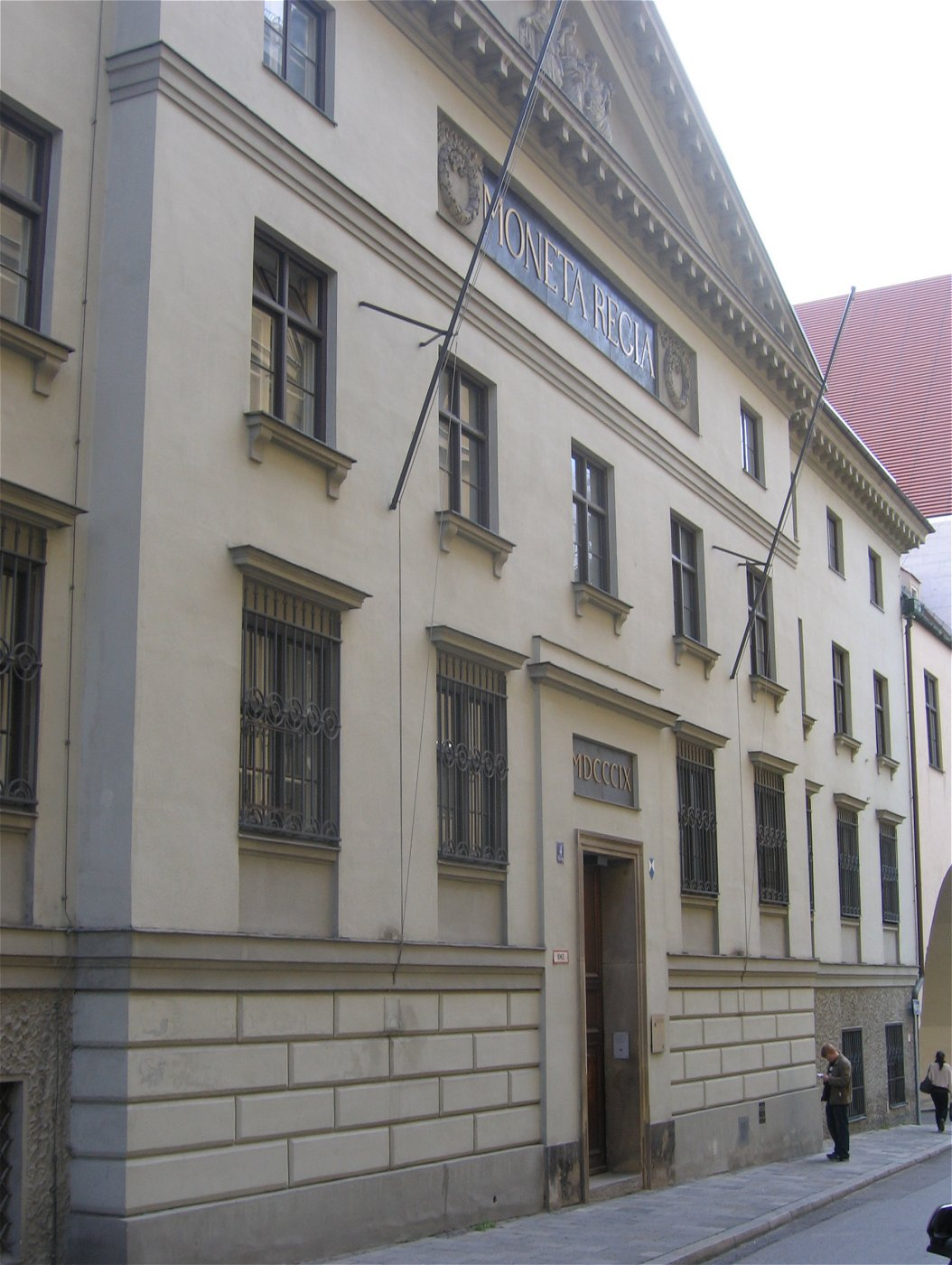
Alte Münze

Die Alte Münze in München wurde 1563 bis 1567 von einem unbekannten Architekten als Marstall- und Kunstkammergebäude für Herzog Albrecht V. erbaut. 1808/09 wurde das Gebäude nach Plänen von Johann Andreas Gärtner mit einer frühklassizistischen Fassade versehen und in den folgenden Jahren zum Hauptmünzamt umgebaut.

## Lage
Die Alte Münze wurde in der Münchner Altstadt im Graggenauer Viertel hinter der nördlichen Stadtmauer anstelle mittelalterlicher Häuser erbaut. Das Hauptgebäude wurde vierflügelig um einen Arkadenhof errichtet, über dem damaligen Pfisterbach (heute Sparkassenstraße und Falkenturmstraße) wurde ein Nebengebäude als Heulager errichtet. Heute befindet sich das Hauptgebäude unterhalb der Maximilianstraße, begrenzt von der Pfisterstraße (Südseite) (früher: Hofgrabenbach), Falkenturmstraße (Ostseite) und Hofgraben (Westseite), zwischen Marienhof und Platzl.

## Funktion

### Marstall und Kunst- und Wunderkammer
Als möglicher Architekt kommt der Augsburger Stadtwerkmeister Bernhard Zwitzel in Frage. Die lange Zeit erwogene Zuweisung des Baues an Wilhelm Egckl ist durch neuere Forschung revidiert worden. Vermutlich war er der Bauleiter. Der vierflügelige Bau diente im untersten Geschoss als Marstall. Hier wurden dreischiffige, gewölbte Hallen, die von Rotmarmorsäulen gestützt wurden, eingebaut. Sie nahmen die gesamte Bauwerkstiefe in Anspruch. Im ersten Obergeschoss waren Neben- und Personalräume untergebracht. Im zweiten Obergeschoss die Kunst- und Wunderkammer. Der Bau wurde veranlasst durch den damaligen Herzog Albrecht V. Die damalige Fassadengestaltung folgte den Raumnutzungen, die Geschosshöhen variierten deutlich, was bis heute bei den drei unterschiedlich gestalteten Arkadenstockwerken im Innenhof noch zu sehen ist.
Die herzogliche Kunst- und Wunderkammer war eines der ersten Universalmuseen, wenn es auch der Bevölkerung nicht zugänglich war. Unter den mehr als 6000 Objekten der Sammlung befanden sich bedeutende Gemälde, wie z. B. Die Alexanderschlacht von Albrecht Altdorfer, sowie naturkundliche, völkerkundliche und landesgeschichtliche Exponate, darunter die Stadtmodelle von Jakob Sandtner. Nach ihrer Plünderung durch schwedische Truppen und deren Verbündete im Jahr 1632 führte sie nur noch ein Schattendasein, wurde aber erst 1807/19 endgültig aufgelöst.

### Königliche Münze
Ab 1809 diente das Gebäude als Königlich bayerische Münze. Im Obersten Stockwerk, der ehemaligen Kunst- und Wunderkammer wurde eine Zwischendecke eingezogen. Die gesamte Fassade wurde klassizistisch umgestaltet, die Westseite erhielt einen Eingangsrisalit mit Dreiecksgiebel und allegorischem Relief. Die dreischiffigen Stallungen im Erdgeschoss wurden in kleinteilige Räume umgebaut, nur im Südflügel blieb eine große Halle erhalten (heutige Säulenhalle). In ihr wurden die großen Maschinen aufgestellt. Um Gebäudebewegungen vorzubeugen, wurden in der Mittelhalle Eisenkonstruktionen zwischen den Säulen eingebaut, die heute noch erhalten sind. Der Antrieb der Maschinen erfolgte über drei Wasserräder im Pfisterbach. Das frühere Heulager wurde zur Scheideanstalt.

Im Zweiten Weltkrieg wurde der Nordflügel am 17. Dezember 1944 und am 7. Januar 1945 durch eine Luftmine, Bomben und Feuer fast vollständig zerstört, die Arkaden bleiben weitgehend unbeschädigt. Im Südflügel blieb der barocke Dachstuhl bis heute erhalten. In den Jahren 1950 bis 1952 wurde das Gebäude instand gesetzt, neue Treppenhäuser eingebaut und die Decken durch Betondecken ersetzt.

### Landesamt für Denkmalpflege
Seit 1986 befindet sich im Gebäude das Bayerische Landesamt für Denkmalpflege. In den Jahren 1987 bis 1996 wurde das Gebäude restauriert und instand gesetzt. Eine Mauer, die den Zugang in die heutige Falkenturmstraße versperrte, wurde abgerissen. Der Arkadenhof wurde für die Öffentlichkeit geöffnet. Im Jahr 1996 wurde von dem Künstler Erich Lindenberg im Haupttreppenhaus die „Zerbrochene Figur“ errichtet. Im Treppenhaus in der Nordostecke des Gebäudes befindet sich seit dem Jahr 1998 das Werk „Spurensicherung“ des Künstlers Nikolaus Lang.
Im Juli und August wird jährlich der Renaissancehof der Alten Münze von der Bayerischen Theaterakademie für Freilichtaufführungen genutzt.

## Architektur

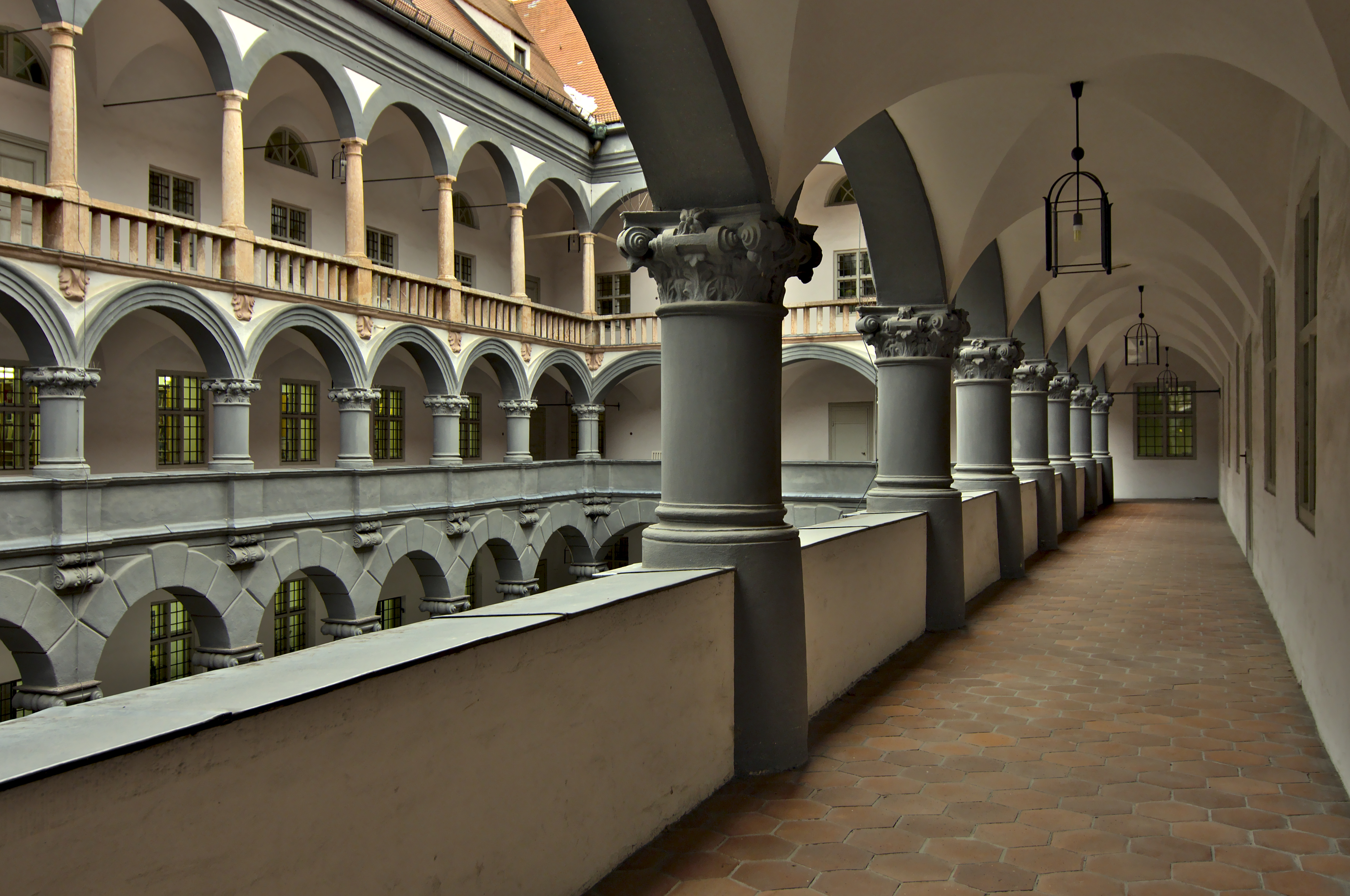
Laubengang und Arkadenreihen im Innenhof

Durch einen gedeckten Hofgang ist sie im Süden mit der ehemaligen herzoglichen Residenz, dem Alten Hof, verbunden. Der Bogen ist aus Ziegeln gemauert und etwa 74 Zentimeter dick. Der ehemalige Hofgang im Bogen hat heute seinen Zugang von der Alten Münze und wird als Archiv genutzt. Das Brückendachwerk ist mittels einer dendrochronologischen Untersuchung auf den Jahreswechsel 1579/80 datiert. Ursprünglich bestand eine solche Verbindung auch zur Neuveste im Norden. Dieser Teil des Hofganges, wurde mit der Abtragung des Franziskanerklosters (ab 1392 St. Antonius von Padua) auf dem heutigen Max-Joseph-Platz, ebenfalls abgerissen.
Im Hof der Alten Münze befinden sich drei Arkadenreihen übereinander. Diese dreigeschossige Vierflügelanlage verfügt noch heute über ihren ursprünglichen Innenhof, der in allen Etagen mit Laubengängen ausgestattet ist, die gebäudeerschließende Funktion hatten. Architektonisch knüpft der Hof hiermit an italienische Renaissance-Architektur an, wirkt jedoch wegen der eher gedrungenen Proportionen und der unregelmäßigen Abstände der Joche weniger italienisch und ist damit ein Beispiel für den Stil der deutschen Renaissance.

Im 19. Jahrhundert kam die weit verbreitet Meinung auf, dass Turniere im Arkadenhof abgehalten worden seien. Dazu gibt es keine Quellen. Turniere dürften nicht stattgefunden haben. Gründe könnten sein, dass der Hof vermutlich dazu zu klein war, und die Hochblüte der Turniere (12. Jahrhundert) schon Jahrhunderte vorbei war und, zu der Bauzeit des Gebäudes, nur noch vereinzelte Schauturniere für die Bevölkerung stattfanden.
Die Alte Münze erhielt 1808/09 ihre klassizistische Westfassade nach einem Entwurf von Johann Andreas Gärtner. Die drei weiblichen Gipsstatuen in ihrem Giebel werden Franz Jakob Schwanthaler zugeschrieben und personifizieren Gold, Silber und Erz als Anspielung auf die Bestimmung des Hauses. Im Zuge des Baues der Maximilianstraße wurde die Alte Münze in den Jahren 1857–1863 nach Norden durch das sogenannte „Direktorialgebäude“ nach Plänen von Friedrich Bürklein erweitert. Die Spitzbogenarkaden an seiner Nordfassade waren ursprünglich offen. Zwischen den Spitzbogenarkaden und der Alten Münze befand sich der Münzgarten.
Die Baupläne eines Großinvestors machten eine archäologische Erforschung des inzwischen zum Fuhrparkdepot des Landesdenkmalamtes umgebauten Münzgartens notwendig. Diese Untersuchungen schlossen auch die Kellerräume der angrenzenden Gebäude ein. Im Laufe mehrerer Grabungskampagnen, die von 2010 bis 2015 stattfanden, konnten unter der wissenschaftlichen Leitung des Archäologen Arne Schmid-Hecklau die guterhaltenen Reste der Stadtmauer aus dem 13. Jahrhundert, der Zwingermauer aus dem 15. Jahrhundert sowie die darüberliegenden Baustrukturen aus dem 18. und 19. Jahrhundert inklusive der historischen Gartennutzung freigelegt und dokumentiert werden.

## Raub und Alchemie in der Münze
In der Nacht vom 20. auf den 21. September 1906 raubten der Münzarbeiter Wilhelm Ruff und der Soldat Wilhelm König frischgeprägte Münzen im Wert von 130.030 Mark aus der Alten Münze. Durch das Bett eines unterirdischen, vorübergehend trockengelegten Münchner Stadtbaches waren sie unbemerkt in das streng bewachte Gebäude gelangt.
Am 3. Oktober 1929 führte der Alchemist Franz Tausend, in dessen zusammen mit Erich Ludendorff gegründete „Gesellschaft 164“ für organisches Goldwachstum konservative Großbürger und NSDAP-Mitglieder Millionen investiert hatten, in der Alten Münze sein Verfahren zur Goldherstellung vor. Er präsentierte den überraschten Fachleuten ein Klümpchen von 0,1 Gramm Gold, das er aus 1,67 Gramm Blei gewonnen haben wollte, was ihn aber nicht vor der Verurteilung als Betrüger schützte.

## Elefantenkatastrophe
1888 durchbrachen bei der Elefantenkatastrophe drei aufgescheuchte Elefanten das Haupttor der Königlichen Münze und drangen in das Gebäude ein.